# Rue Jean-François De Craen
La rue Jan Frans De Craen (en néerlandais : Jean-François De Craenstraat) est une rue d'Evere (Belgique). 
Jan Frans De Craen fut secrétaire communal d'Evere de 1934 à 1939.